# Oito Badaladas
O Oito Badaladas é um Festival de Tunas mistas organizado pela Quantunna - Tuna Mista da Faculdade de Ciências e Tecnologia da Universidade de Coimbra com o objetivo de promover e divulgar a música popular portuguesa de cariz académico para toda a comunidade de Coimbra. Pretende promover o fado e as baladas de Coimbra, tal como dar a conhecer à cidade de Coimbra grupos culturais académicos de diversos pontos do país e a sua música.
O seu nome em refere-se aos oito toques matutinos da Torre da Universidade de Coimbra denominada pelos estudantes por "cabra". O festival é o mais antigo festival de tunas mistas da cidade de Coimbra e conta atualmente com a sua 21ª edição.
As primeiras edições decorreram no Jardim da Sereia e no Largo D. Dinis. A partir da 5ª edição o festival de tunas mistas passou a realizar-se no Teatro Académico Gil Vicente.

## Prémios a Concurso
Atualmente o festival conta com onze prémios a concurso:
- Melhor Tuna: Prémio atribuído à tuna que no geral se apresentar melhor em palco. Com melhores músicas e qualidade musical, tirando partido do facto de ser uma tuna mista.
- Melhor Pandeireta: Prémio atribuído à tuna que apresentar o melhor espectáculo de pandeireta.
- Melhor Estandarte: Prémio atribuído à tuna que apresentar o melhor espectáculo de estandarte.
- Melhor Instrumental: Prémio atribuído à tuna que interpretar melhor uma música instrumental.
- Melhor Solista: Prémio atribuído à tuna que apresentar melhor uma música de solista.
- Melhor Original: Prémio atribuído à tuna que interpretar melhor uma música original.
- Melhor Tema: Prémio atribuído à tuna que interpretar melhor temas/passagens relativas ao tema do festival.
- Melhor Serenata: Prémio atribuído à tuna que interpretar melhor um música de serenata
- Tuna Mais Mista – Prémio André Moutinho: Prémio atribuído à tuna que tirar mais partido do facto de ser uma tuna mista. Este prémio é atribuído em homenagem a André Moutinho (1976–2008), antigo Ensaiador da Quantunna e forte mentor do prémio Tuna Mais Mista.
- Tuna do Público: Prémio atribuído à tuna mais votada pelo publico presente na sala de espetáculo.
- Tuna Mais Tuna: Prémio atribuído à tuna que apresentar melhor espírito académico, interacção e convívio com as restantes tunas participantes no festival.

## Melhores Tunas do Oito Badaladas
Em 2024, no XX Oito Badaladas,  a TMIST conquistou a sua 3ª premiação de Melhor Tuna do Oito Badaladas, juntando-se à ForTuna e à Magna Tuna ApocalISCSPiana com três vitórias no Oito Badaladas.
| Ano  | Edição               | Datas                | Tema                                        | Tunas a Concurso                                                            | Melhor Tuna                    |
| ---- | -------------------- | -------------------- | ------------------------------------------- | --------------------------------------------------------------------------- | ------------------------------ |
| 2025 | XXI Oito Badaladas   | 9 e 10 de maio       | Cultura à Mesa                              | TEL TAOD TAUA TAISCTE                                                       | TAOD (1)                       |
| 2024 | XX Oito Badaladas    | 15 e 16 de março     | Vozes de Intervenção - 50 Anos de Liberdade | Literatuna Real Tuna Infantina TMIST EUV                                    | TMIST (3)                      |
| 2023 | XIX Oito Badaladas   | 3 e 4 de março       | Música Brasileira                           | Magna Tuna ApocalISCSPiana TMIPCA Tum'Acanénica VicenTuna                   | Magna Tuna ApocalISCSPiana (3) |
| 2022 | XVIII Oito Badaladas | 18 e 19 de fevereiro | A Música Portuguesa A Gostar Dela Própria   | TAEB TMUM Tum'Acanénica Viriatuna                                           | Tum'Acanénica (1)              |
| 2019 | XVII Oito Badaladas  | 26 e 27 de abril     | 25 de Abril                                 | Literatuna Neptuna TAGES Tu Na D'ESTES                                      | Neptuna (1)                    |
| 2018 | XVI Oito Badaladas   | 23 e 24 de março     | Anos 60                                     | ArquitecTuna Educatuna TML Tunística                                        | ArquitecTuna (1)               |
| 2017 | XV Oito Badaladas    | 7 e 8 de abril       | (sem tema)                                  | Instituna ForTuna Magna Tuna ApocalISCSPiana TMUM                           | ForTuna (3)                    |
| 2016 | XIV Oito Badaladas   | 22 e 23 de março     | Música Clássica                             | ARTuna ForTuna Phartuna VicenTuna                                           | ForTuna (2)                    |
| 2015 | XIII Oito Badaladas  | 13 e 14 de março     | Circo                                       | Escstunis ForTuna TMIST Viriatuna                                           | ForTuna (1)                    |
| 2014 | XII Oito Badaladas   | 14 e 15 de março     | Festival da Canção                          | TAEB TMIST TUSALD VicenTuna                                                 | TMIST (2)                      |
| 2013 | XI Oito Badaladas    | 22 e 23 de março     | Cinema                                      | Olissipo TAISCTE TMIST Viriatuna                                            | TMIST (1)                      |
| 2012 | X Oito Badaladas     | 20 e 21 de abril     | Viagem à América Latina                     | Escstunis EUV Magna Tuna ApocalISCSPiana Tuna Económicas                    | Tuna Económicas (1)            |
| 2011 | IX Oito Badaladas    | 1 e 2 de abril       | 15 anos Quantunna                           | Escstunis Instituna TAGES TML                                               | TML (1)                        |
| 2010 | VIII Oito Badaladas  | 19 de março          | Tributo a José Afonso                       | Enftuna Magna Tuna ApocalISCSPiana Phartuna Tuna Iscalina                   | Enftuna (1)                    |
| 2009 | VII Oito Badaladas   | 3 de abril           | (sem tema)                                  | Baco's Tuna TEC Tuna Económicas Tuna Iscalina Viriatuna                     | Tuna Iscalina (1)              |
| 2008 | VI Oito Badaladas    | 3 e 4 de abril       | (sem tema)                                  | EstaTuna Tu Na D’ESTES TUSALD VicenTuna Viriatuna                           | Viriatuna (1)                  |
| 2007 | V Oito Badaladas     | 29 e 30 de março     | (sem tema)                                  | A Martuna Enf'in Tuna Tuna Iscalina K&Batuna Tuna Papasmisto TunãBêjas      | Enf'in Tuna (1)                |
| 2006 | IV Oito Badaldadas   | 6 e 7 de abril       | (sem tema)                                  | Magna Tuna ApocalISCSPiana Magna Almatuna Tu Na D’ESTES TunãBêjas ?         | TunãBêjas (1)                  |
| 2005 | III Oito Badaladas   | 7 e 8 de abril       | (sem tema)                                  | Docentuna K&Batuna Magna Tuna ApocalISCSPiana ForTuna Tunoterapia           | Magna Tuna ApocalISCSPiana (2) |
| 2004 | II Oito Badaladas    | 1 e 2 de abril       | (sem tema)                                  | Enfertuna Estatuna Magna Tuna ApocalISCSPiana Tum'Acanénica Tuna Papasmisto | Magna Tuna ApocalISCSPiana (1) |
| 2003 | I Oito Badaladas     | 4 e 5 de abril       | (sem tema)                                  | Escstunis Instituna Phartuna TAISCTE VicenTuna                              | VicenTuna (1)                  |

## Edições Anteriores

### XXI Oito Badaladas
A 21ª edição do Oito Badaladas decorreu nos dias 9 e 10 de maio de 2025 na Praça 8 de Maio e no Teatro Académico Gil Vicente em Coimbra. Esta edição teve como tema Cultura à Mesa e contou com quatro tunas a concurso:
- TEL – Tuna de Enfermagem de Lisboa
- TAOD – Tuna Académica de Oliveira do Douro (Gaia)
- TAUA – Tuna Académica da Universidade dos Açores (São Miguel)
- TAISCTE – Tuna Académica do Instituto Superior de Ciências do Trabalho e da Empresa (Lisboa)

Esteve também presente como grupo convidado na noite de serenatas:
- Maratuna – Tuna Mista da Faculdade de Ciências do Desporto e Educação Física da Universidade de Coimbra

Nesta edição foram distribuídos os seguintes prémios, com uma novidade, a Tuna do Público:
- Melhor Tuna: TAOD
- Melhor Pandeireta: TAUA
- Melhor Estandarte: TAOD
- Melhor Instrumental: TEL
- Melhor Solista: TAOD
- Melhor Original: TAOD
- Melhor Tema: TAISCTE
- Melhor Serenata: TAUA
- Tuna Mais Mista (Prémio André Moutinho): TAISCTE
- Tuna do Público: TAUA
- Tuna Mais Tuna: TAOD

### XX Oito Badaladas
A 20ª edição do Oito Badaladas decorre nos dias 15 e 16 de março de 2024 na Praça 8 de Maio e no Teatro Académico Gil Vicente em Coimbra. Esta edição tem como tema "Vozes de Intervenção"  no âmbito dos 50 anos da revolução de 25 de Abril de 1974 e conta com quatro tunas a concurso: 
- Literatuna – Tuna de Letras da Universidade do Minho (Braga)
- Real Tuna Infantina – Tuna Académica Mista da Universidade do Algarve (Faro)
- TMIST  – Tuna Mista do Instituto Superior Técnico (Lisboa)
- EUV – Estudantina Universitária de Viseu

Esteve também presente como grupo convidado na noite de serenatas:
- Maratuna – Tuna Mista da Faculdade de Ciências do Desporto e Educação Física da Universidade de Coimbra

Nesta edição foram distribuídos os seguintes prémios:
- Melhor Tuna: TMIST
- Melhor Pandeireta: Real Tuna Infantina
- Melhor Estandarte: TMIST
- Melhor Instrumental: TMIST
- Melhor Solista: Real Tuna Infantina
- Melhor Original: TMIST
- Melhor Tema: Real Tuna Infantina
- Melhor Serenata: EUV
- Tuna Mais Mista (Prémio André Moutinho): EUV
- Tuna do Público: Real Tuna Infantina
- Tuna Mais Tuna: EUV

### XIX Oito Badaladas

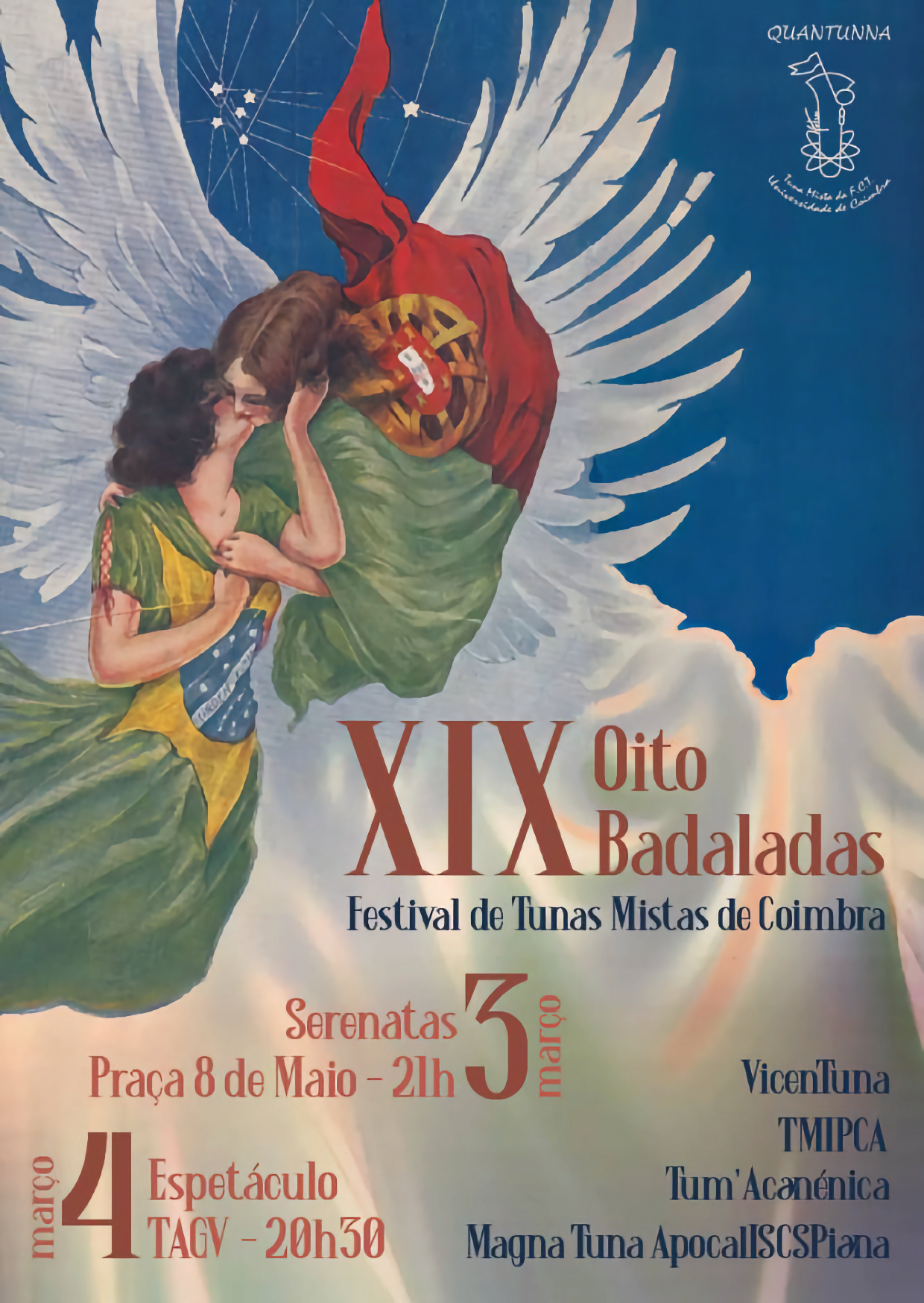
Cartaz do XIX Oito Badaladas

A 19ª edição do Oito Badaladas decorreu nos dias 3 e 4 de março de 2023 na Praça 8 de Maio e no Teatro Académico Gil Vicente em Coimbra. Esta edição teve como tema a Música Brasileira no âmbito do Bicentenário da Independência do Brasil e contou com quatro tunas a concurso: 
- Magna Tuna ApocalISCSPiana – Tuna Académica do Instituto Superior de Ciências Sociais e Políticas Universidade de Lisboa
- TMIPCA – Tuna Mista do Instituto Politécnico do Cávado e do Ave (Barcelos)
- Tum'Acanénica – Tuna Mista da Escola Superior Educação e Ciências Sociais (Leiria)
- VicenTuna – Tuna da Faculdade de Ciências da Universidade de Lisboa

Nesta edição foram distribuídos os seguintes prémios, com uma novidade, a Tuna do Público:
- Melhor Tuna: Magna Tuna ApocalISCSPiana
- Melhor Pandeireta: TMIPCA
- Melhor Estandarte: Magna Tuna ApocalISCSPiana
- Melhor Instrumental: Magna Tuna ApocalISCSPiana
- Melhor Solista: Magna Tuna ApocalISCSPiana
- Melhor Original: Magna Tuna ApocalISCSPiana
- Melhor Tema: TMIPCA
- Melhor Serenata: VicenTuna
- Tuna Mais Mista (Prémio André Moutinho): Magna Tuna ApocalISCSPiana
- Tuna do Público: Magna Tuna ApocalISCSPiana
- Tuna Mais Tuna: VicenTuna

### XVIII Oito Badaladas

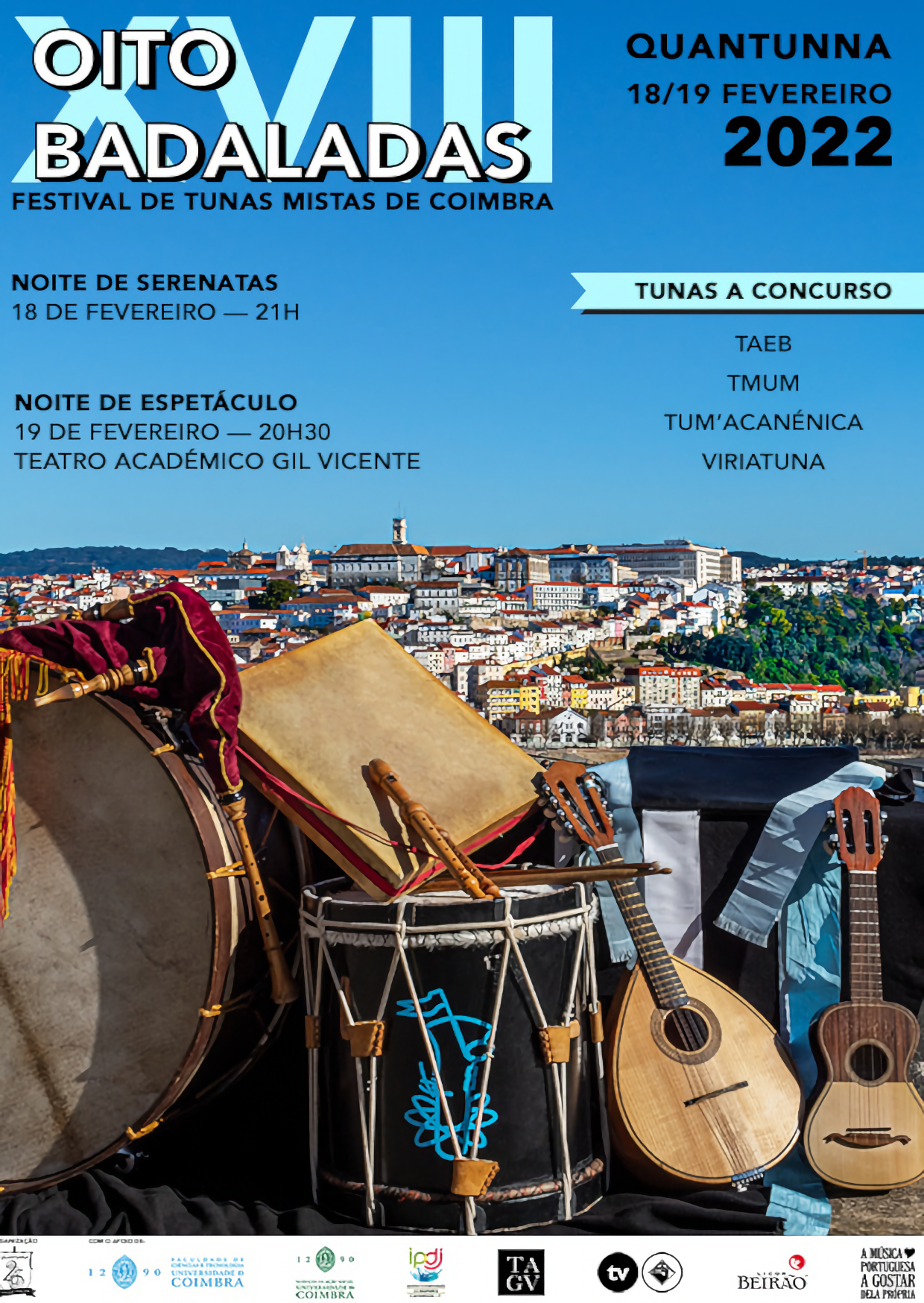
Cartaz do XVIII Oito Badaladas

A 18ª edição do Oito Badaladas decorreu nos dias 18 e 19 de fevereiro de 2022 no Centro Cultural D. Dinis e no Teatro Académico Gil Vicente em Coimbra. Esta edição teve como tema A Música Portuguesa A Gostar Dela Própria e contou com quatro tunas a concurso: 
- TAEB – Tuna Académica de Enfermagem de Beja
- TMUM – Tuna de Medicina da Universidade do Minho (Braga)
- Tum'Acanénica – Tuna Mista da Escola Superior Educação e Ciências Sociais (Leiria)
- Viriatuna – Tuna Académica da Escola Superior de Saúde de Viseu

Nesta edição foram distribuídos os seguintes prémios:
- Melhor Tuna: Tum'Acanénica
- Melhor Pandeireta: Viriatuna
- Melhor Estandarte: Viriatuna
- Melhor Instrumental: Tum'Acanénica
- Melhor Original: TMUM
- Melhor Tema: TAEB
- Melhor Serenata: Tum'Acanénica
- Tuna Mais Mista (Prémio André Moutinho): TMUM
- Tuna Mais Tuna: Tum'Acanénica

### XVII Oito Badaladas

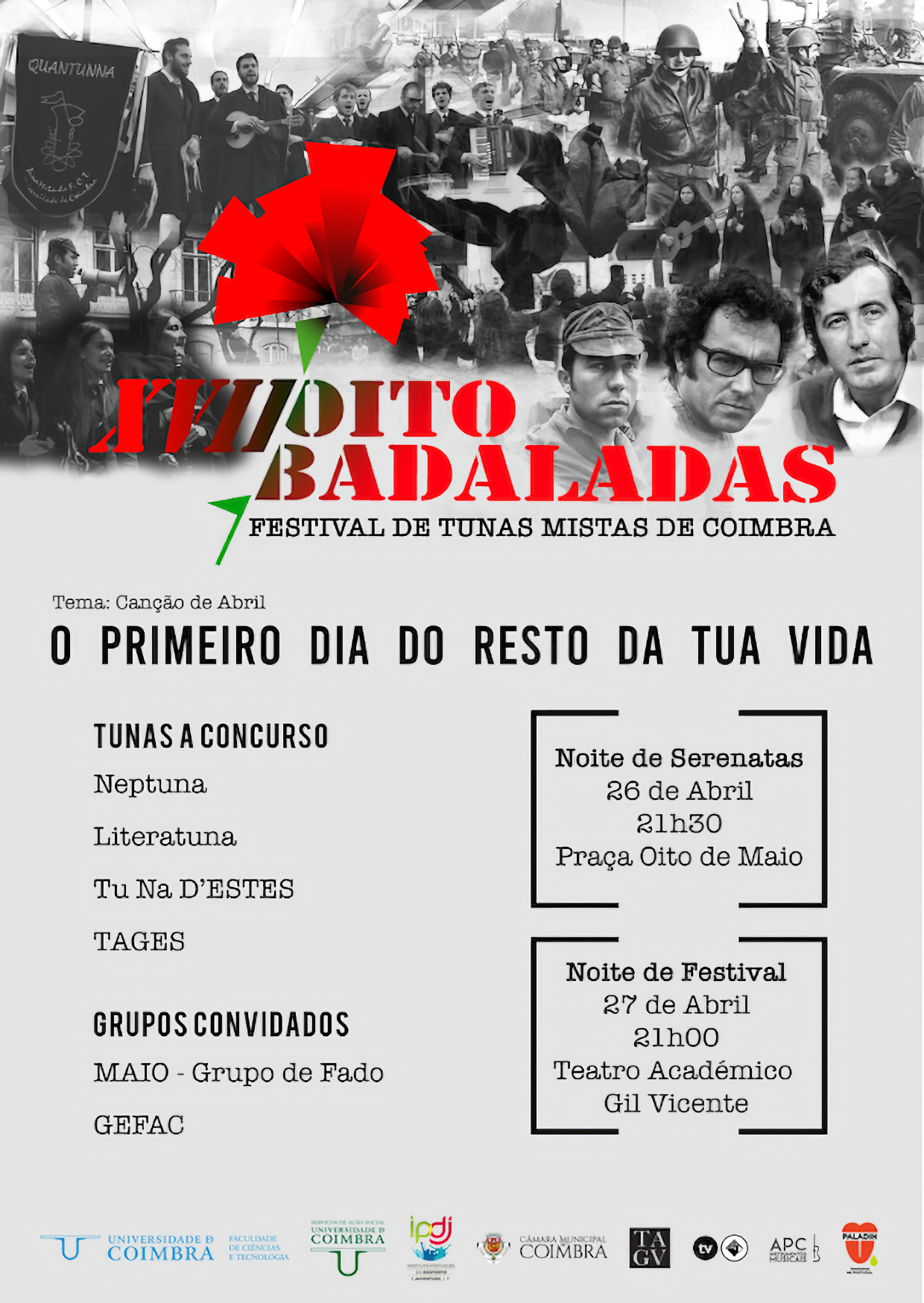
Cartaz do XVII Oito Badaladas

A 17ª edição do Oito Badaladas decorreu nos dias 26 e 27 de abril de 2019 na Praça 8 de Maio e no Teatro Académico Gil Vicente em Coimbra. Esta edição teve como tema a Canção de Abril e contou com quatro tunas a concurso: 
- Literatuna – Tuna de Letras da Universidade do Minho (Braga)
- Neptuna – Nobre Enfermagem Poderosa Tuna Universitária nos Açores (Angra do Heroísmo)
- TAGES – Tuna Académica de Gestão de Santarém
- Tu Na D'ESTES – Tuna Académica da Escola Superior de Tecnologia da Saúde de Coimbra

Esteveram também presentes como grupos convidados:
- Grupo de Fado MAIO
- GEFAC – Grupo de Etnografia e Folclore da Academia de Coimbra

Nesta edição foram distribuídos os seguintes prémios:
- Melhor Tuna: Neptuna
- Melhor Pandeireta: Tu Na D'ESTES
- Melhor Estandarte: Tu Na D'ESTES
- Melhor Instrumental: TAGES
- Melhor Original: Neptuna
- Melhor Tema: Literatuna
- Melhor Serenata: Literatuna
- Tuna Mais Mista (Prémio André Moutinho): Literatuna
- Tuna Mais Tuna: Neptuna

### XVI Oito Badaladas

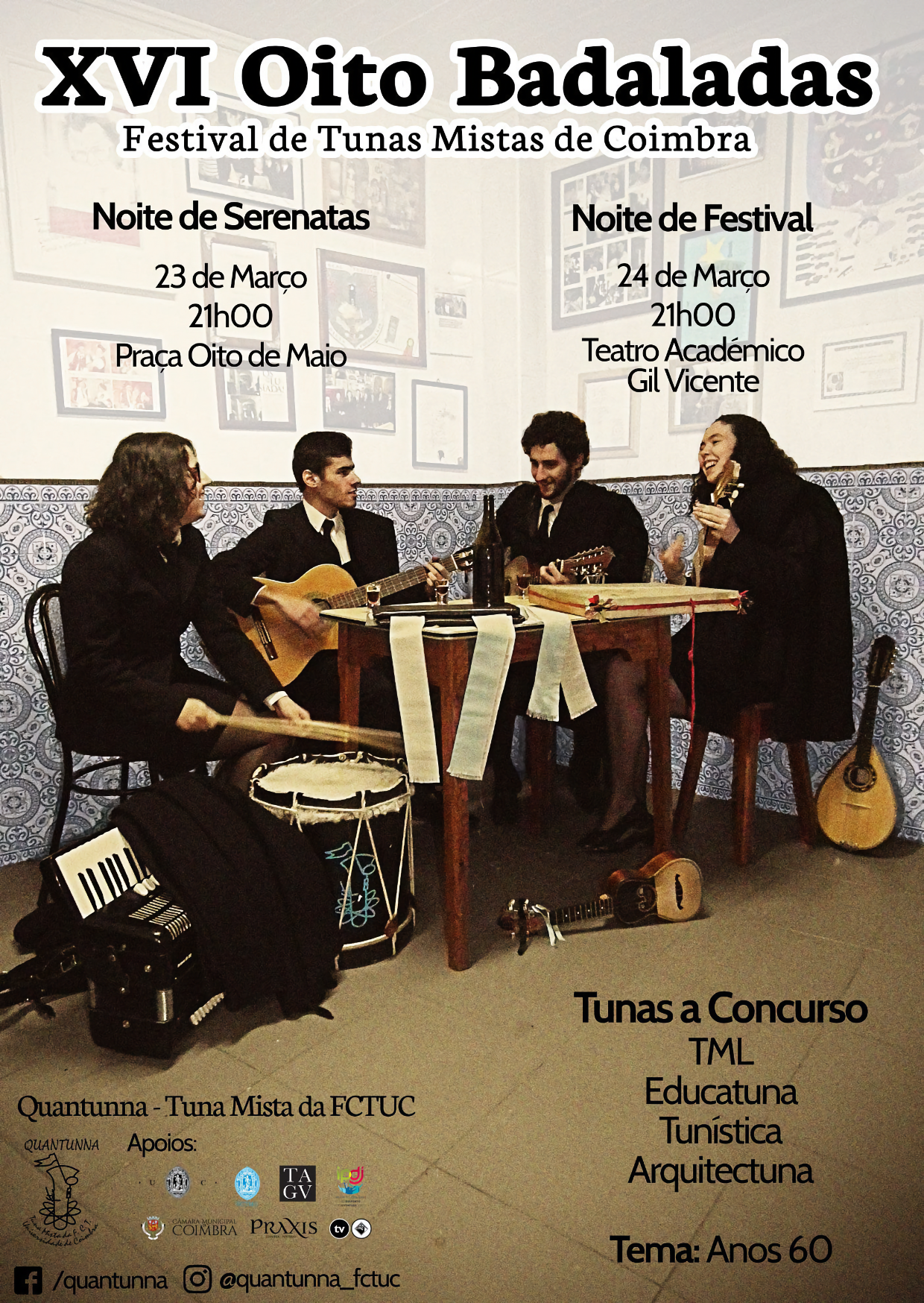
Cartaz do XVI Oito Badaladas

A 16ª edição do Oito Badaladas decorreu nos dias 23 e 24 de março de 2018 com a noite de serenatas no Café Santa Cruz e a noite de espetáculo no  Teatro Académico Gil Vicente em Coimbra. Esta edição teve como tema os Anos 60 e contou com quatro tunas a concurso: 
- ArquitecTuna – Tuna Académica da Faculdade de Arquitectura da Universidade de Lisboa
- Educatuna – Tuna Mista da Escola Superior de Educação de Paula Frassinetti (Porto)
- TML – Tuna Médica de Lisboa
- Tunística – Tuna Mista da Escola Superior de Hotelaria e Turismo do Estoril (Cascais)

Nesta edição foram distribuídos os seguintes prémios:
- Melhor Tuna: ArquitecTuna
- Melhor Pandeireta: Tunística
- Melhor Estandarte: Educatuna
- Melhor Instrumental: TML
- Melhor Original: TML
- Melhor Tema: ArquitecTuna
- Melhor Serenata: Educatuna
- Tuna Mais Mista (Prémio André Moutinho): ArquitecTuna
- Tuna Mais Tuna: Tunística

### XV Oito Badaladas

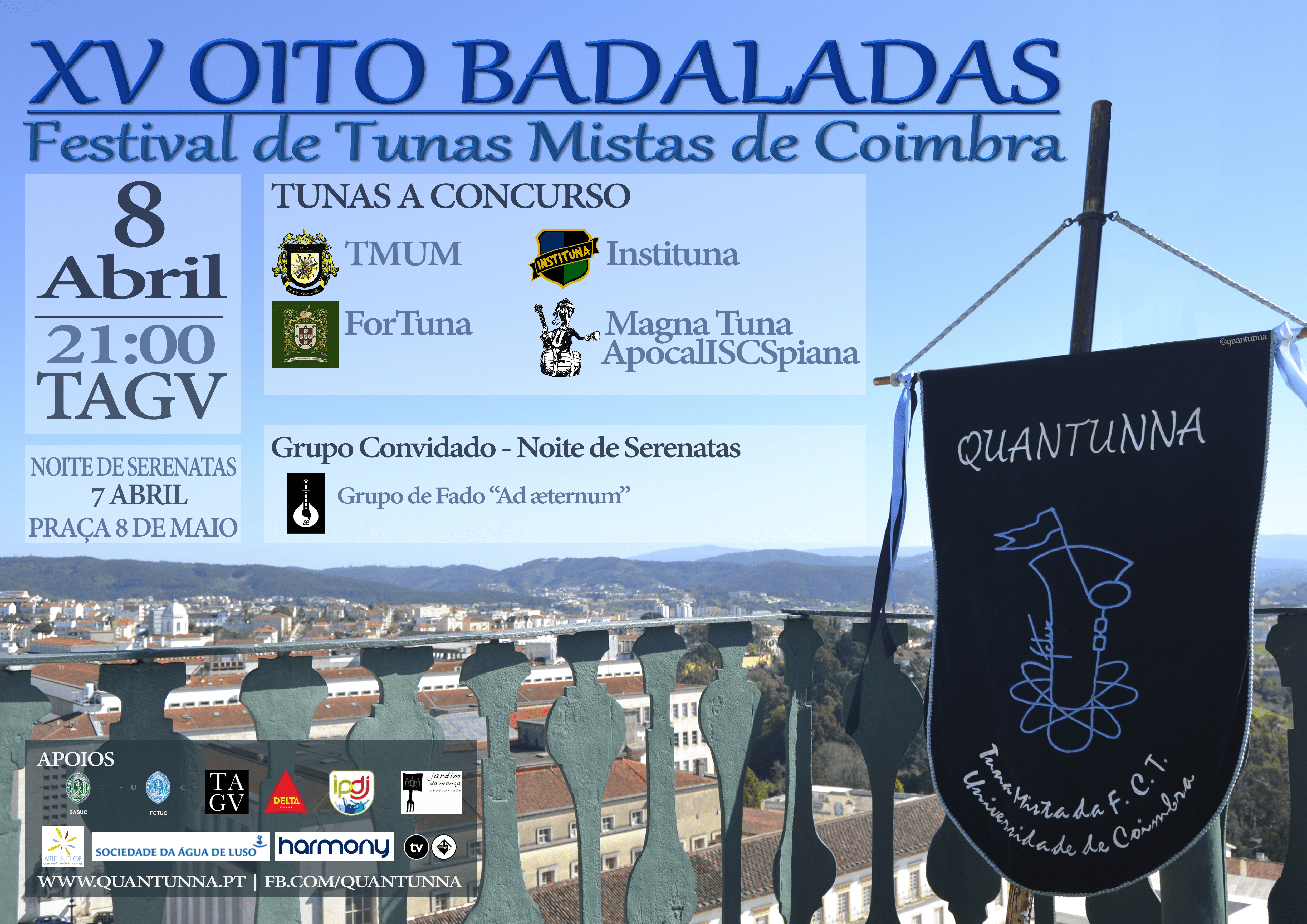
Cartaz do XV Oito Badaladas

A 15ª edição do Oito Badaladas decorreu nos dias 7 e 8 de abril de 2017 com a noite de espetáculo no Teatro Académico Gil Vicente em Coimbra. Esta edição contou com quatro tunas a concurso: 
- ForTuna – Tuna Académica da Nova School of Business and Economics (Lisboa)
- Instituna – Tuna Mista do Politécnico de Leiria
- Magna Tuna ApocalISCSPiana – Tuna Académica do Instituto Superior de Ciências Sociais e Políticas Universidade de Lisboa
- TMUM – Tuna de Medicina da Universidade do Minho (Braga)

Esteve também presente como grupo convidado:
- Grupo de Fado "Ad æternum"

Nesta edição foram distribuídos os seguintes prémios:
- Melhor Tuna: ForTuna
- Melhor Pandeireta: ForTuna
- Melhor Estandarte: ForTuna
- Melhor Instrumental: ForTuna
- Melhor Original: Magna Tuna ApocalISCSPiana
- Melhor Serenata: Magna Tuna ApocalISCSPiana
- Tuna Mais Mista (Prémio André Moutinho): Magna Tuna ApocalISCSPiana
- Tuna Mais Tuna: Instituna

### XIV Oito Badaladas

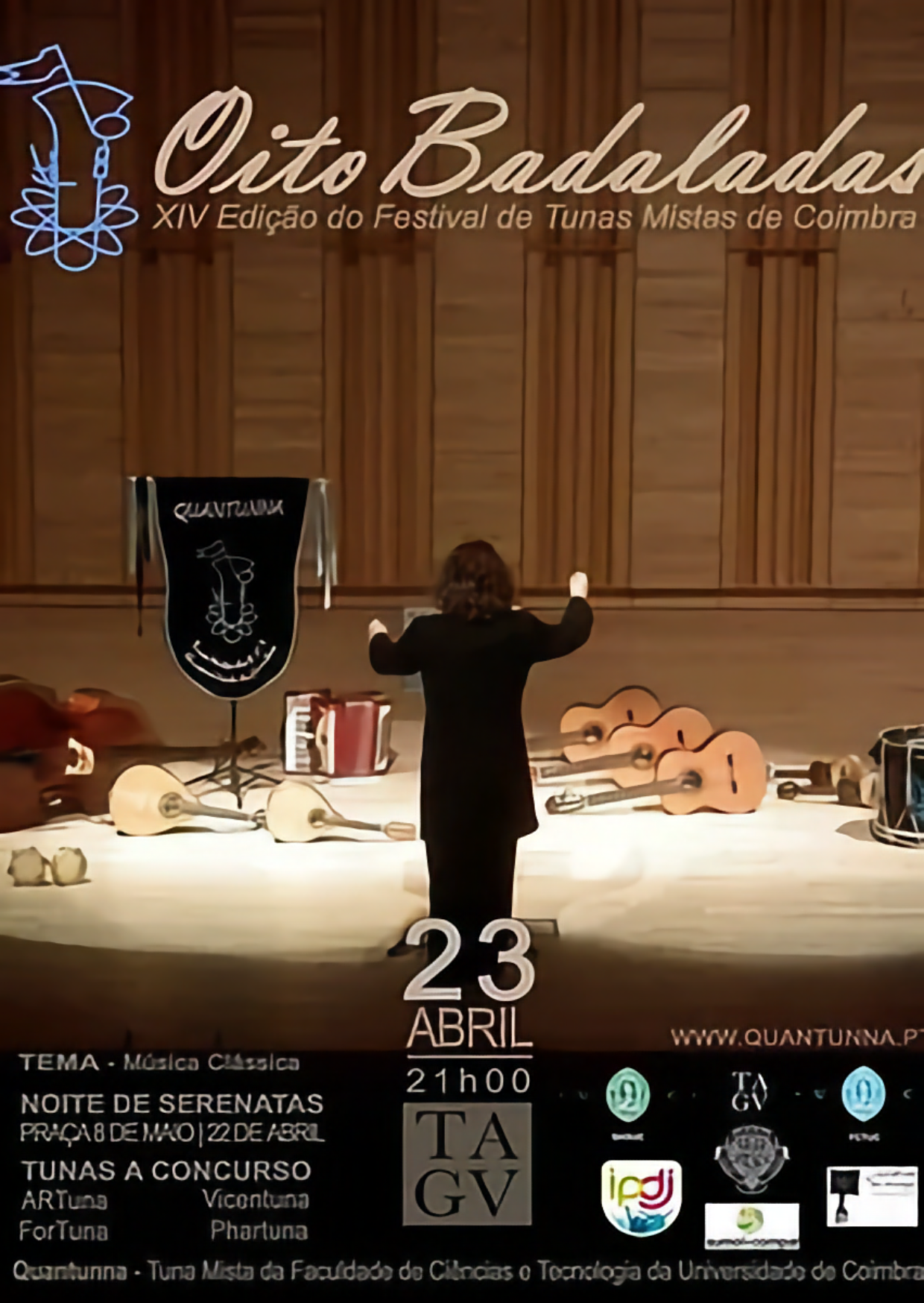
Cartaz do XIV Oito Badaladas

A 14ª edição do Oito Badaladas decorreu nos dias 22 e 23 de março de 2016 com a noite de espetáculo no Teatro Académico Gil Vicente em Coimbra. Esta edição teve como tema a Música Clássica e contou com quatro tunas a concurso: 
- ARTuna – Tuna Mista da Escola Superior Artística do Porto
- ForTuna – Tuna Académica da Nova School of Business and Economics (Lisboa)
- Phartuna – Tuna de Farmácia de Coimbra
- VicenTuna – Tuna da Faculdade de Ciências da Universidade de Lisboa

Nesta edição foram distribuídos os seguintes prémios:
- Melhor Tuna: ForTuna
- Melhor Pandeireta: VicenTuna
- Melhor Estandarte: ForTuna
- Melhor Instrumental: VicenTuna
- Melhor Original: ForTuna
- Melhor Tema: ForTuna
- Melhor Serenata: VicenTuna
- Tuna Mais Mista (Prémio André Moutinho): ForTuna
- Tuna Mais Tuna: Phartuna

### XIII Oito Badaladas

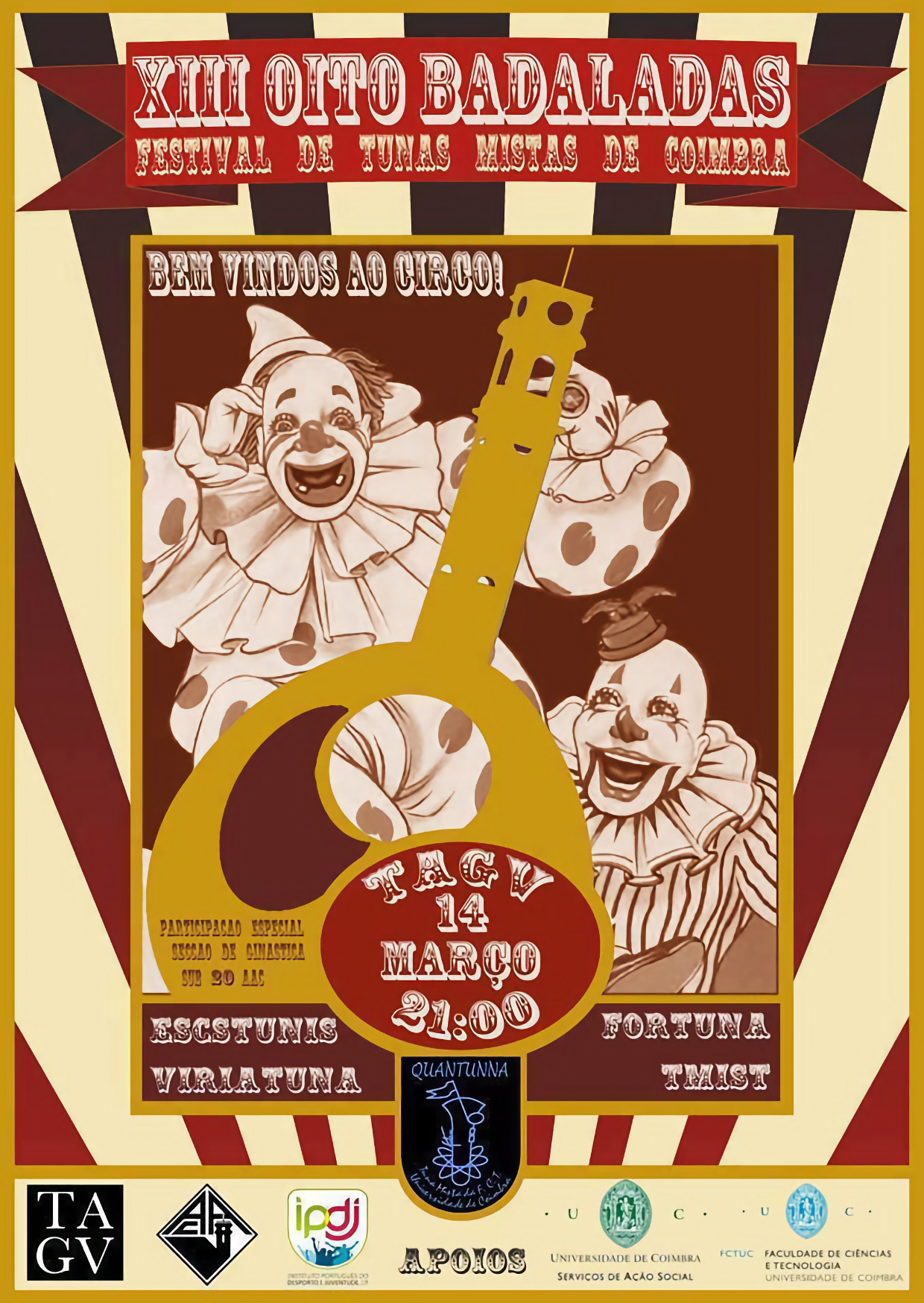
Cartaz do XIII Oito Badaladas

A 13ª edição do Oito Badaladas decorreu nos dias 13 e 14 de março de 2015 com a noite de espetáculo no Teatro Académico Gil Vicente em Coimbra. Esta edição teve como tema o Circo e contou com quatro tunas a concurso: 
- Escstunis – Tuna Académica da Escola Superior de Comunicação Social (Lisboa)
- ForTuna – Tuna Académica da Nova School of Business and Economics (Lisboa)
- TMIST – Tuna Mista do Instituto Superior Técnico (Lisboa)
- Viriatuna – Tuna Académica da Escola Superior de Saúde de Viseu

Nesta edição foram distribuídos os seguintes prémios:
- Melhor Tuna: ForTuna
- Melhor Pandeireta: Escstunis
- Melhor Estandarte: TMIST
- Melhor Instrumental: Escstunis
- Melhor Tema: Escstunis
- Melhor Serenata: Escstunis
- Tuna Mais Mista (Prémio André Moutinho): ForTuna
- Tuna Mais Tuna: Viriatuna

### XII Oito Badaladas

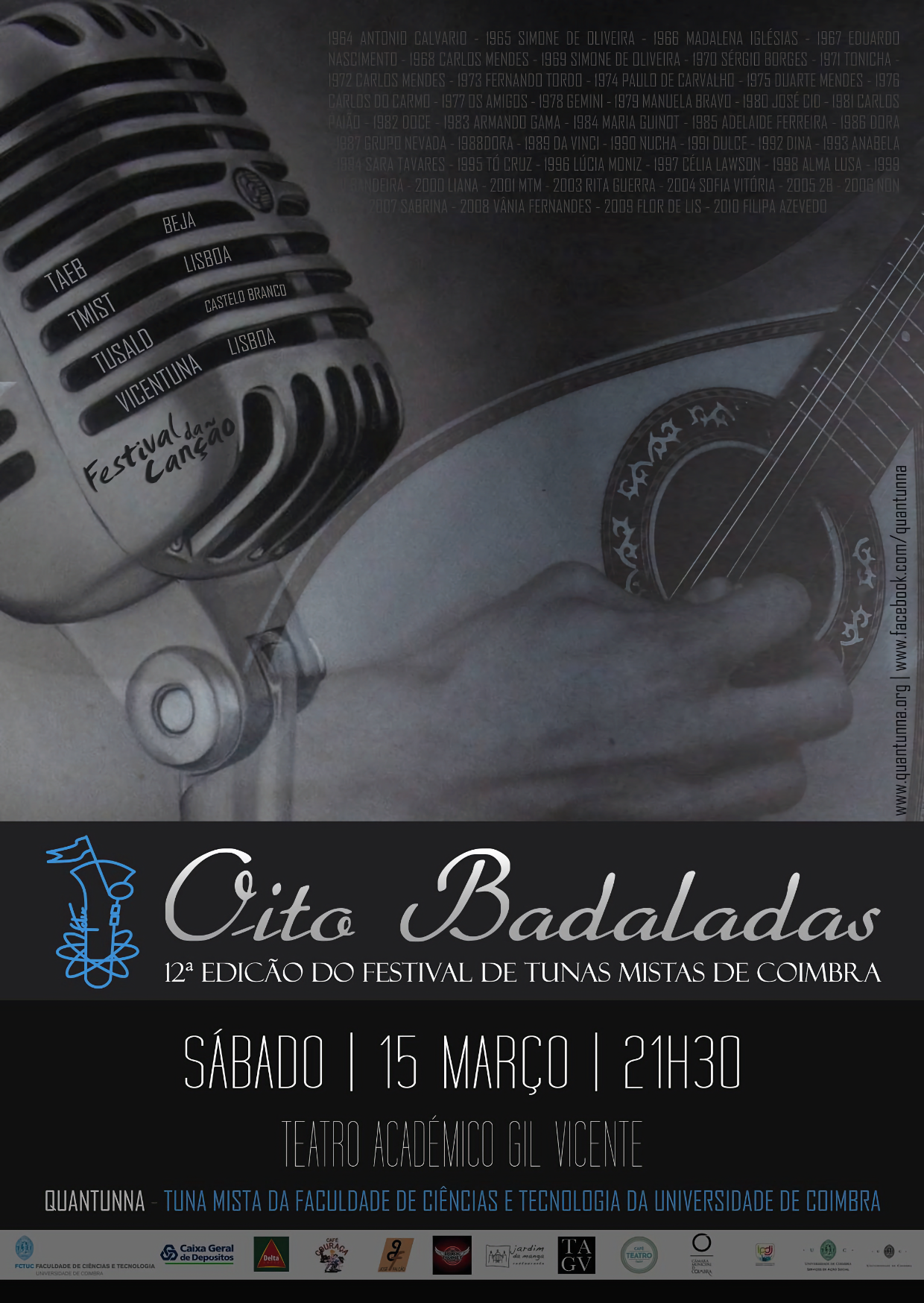
Cartaz do XII Oito Badaladas

A 12ª edição do Oito Badaladas decorreu nos dias 14 e 15 de março de 2014 com a noite de espetáculo no Teatro Académico Gil Vicente em Coimbra. Esta edição teve como tema o Festival da Canção e contou com quatro tunas a concurso: 
- TAEB – Tuna Académica de Enfermagem de Beja
- TMIST – Tuna Mista do Instituto Superior Técnico (Lisboa)
- TUSALD – Real Tuna Académica da Escola Superior de Saúde Dr. Lopes Dia (Castelo Branco)
- VicenTuna – Tuna da Faculdade de Ciências da Universidade de Lisboa

Nesta edição foram distribuídos os seguintes prémios:
- Melhor Tuna: TMIST
- Melhor Pandeireta: TAEB
- Melhor Estandarte: VicenTuna
- Melhor Instrumental: VicenTuna
- Melhor Tema: TMIST
- Melhor Serenata: TAEB
- Tuna Mais Mista (Prémio André Moutinho): TMIST
- Tuna Mais Tuna: VicenTuna

### XI Oito Badaladas

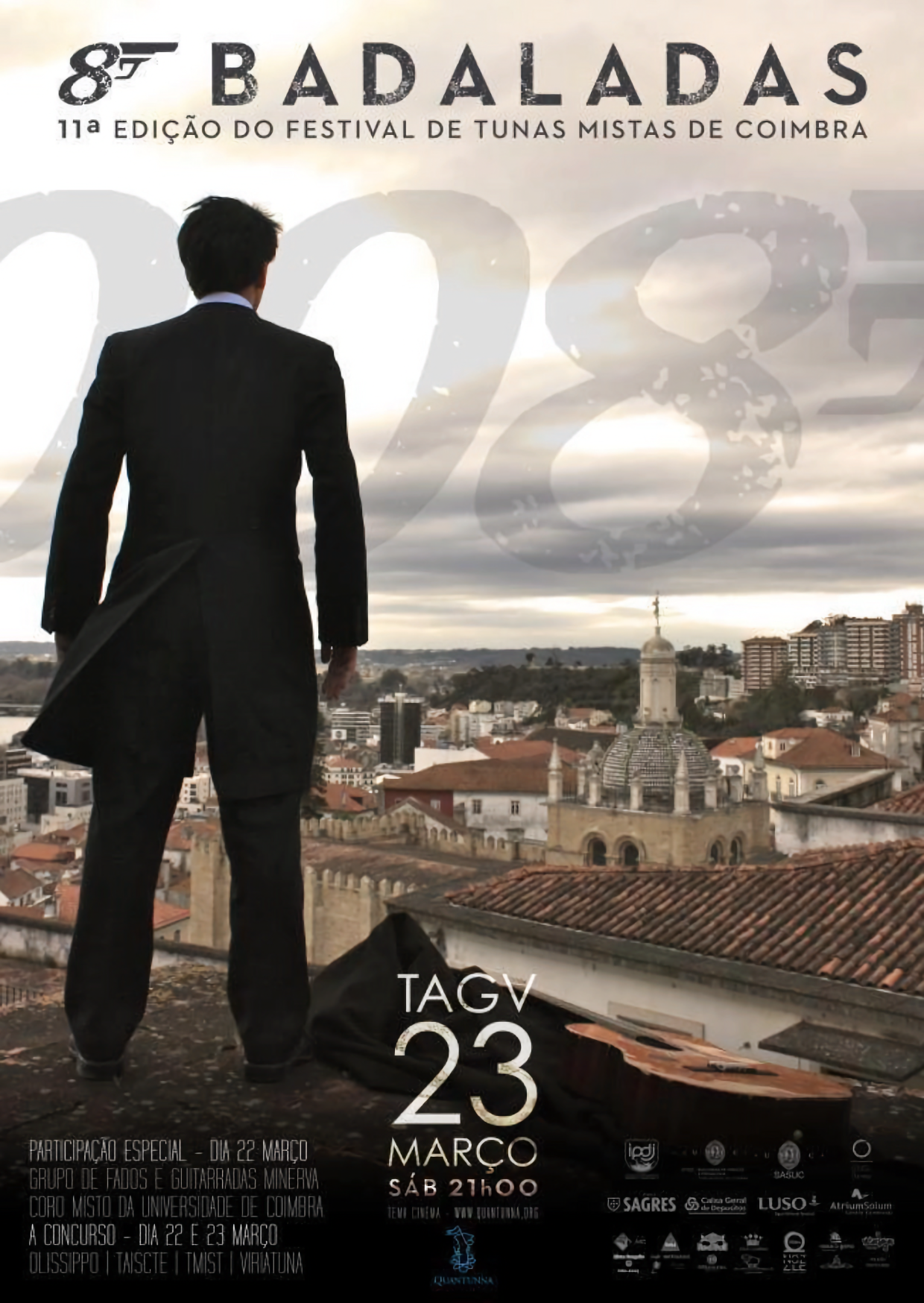
Cartaz do XI Oito Badaladas

A 11ª edição do Oito Badaladas decorreu nos dias 22 e 23 de março de 2013 com a noite de espetáculo no Teatro Académico Gil Vicente em Coimbra. Esta edição teve como tema Cinema e contou com quatro tunas a concurso: 
- Olissipo – Tuna Mista de Lisboa
- TAISCTE – Tuna Académica do ISCTE (Lisboa)
- TMIST – Tuna Mista do Instituto Superior Técnico (Lisboa)
- Viriatuna – Tuna Académica da Escola Superior de Saúde de Viseu

Esteve também presente como grupo convidado:
- Grupo de Fados Minerva
- TMUC – Tuna de Medicina da Universidade de Coimbra
- Mondeguinas – Tuna Feminina da Universidade de Coimbra

Nesta edição foram distribuídos os seguintes prémios:
- Melhor Tuna: TMIST
- Melhor Pandeireta: Olissipo
- Melhor Estandarte: TMIST
- Melhor Instrumental: Olissipo
- Melhor Tema: Olissipo
- Melhor Serenata: Olissipo
- Tuna Mais Mista (Prémio André Moutinho): Olissipo
- Tuna Mais Tuna: Viriatuna

### X Oito Badaladas

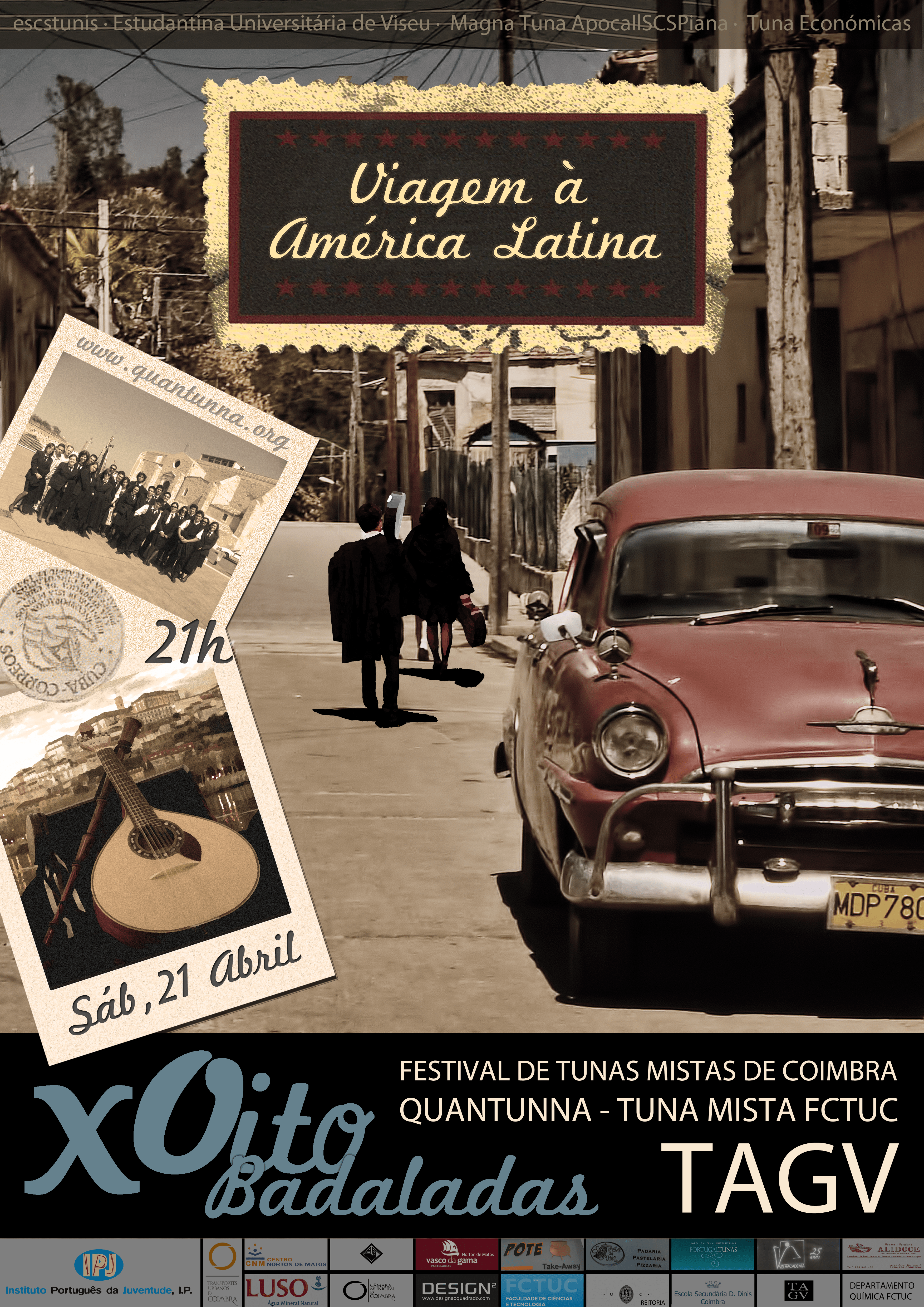
Cartaz do X Oito Badaladas

A 10ª edição do Oito Badaladas decorreu nos dias 20 e 21 de abril de 2012 com a noite de espetáculo no Teatro Académico Gil Vicente em Coimbra. Esta edição teve como tema a América Latina e contou com três tunas a concurso: 
- Escstunis – Tuna Académica da Escola Superior de Comunicação Social (Lisboa)
- EUV – Estudantina Universitária de Viseu
- Magna Tuna ApocalISCSPiana – Tuna Académica do Instituto Superior de Ciências Sociais e Políticas Universidade de Lisboa
- Tuna Económicas – Tuna do Instituto Superior de Economia e Gestão (Lisboa)

Nesta edição foram distribuídos os seguintes prémios:
- Melhor Tuna: Tuna Económicas
- Melhor Pandeireta: Escstunis
- Melhor Estandarte: Magna Tuna ApocalISCSPiana
- Melhor Instrumental: Tuna Económicas
- Melhor Tema: Tuna Económicas
- Melhor Serenata: Tuna Económicas
- Tuna Mais Mista (Prémio André Moutinho): Escstunis
- Tuna Mais Tuna: Magna Tuna ApocalISCSPiana

### IX Oito Badaladas

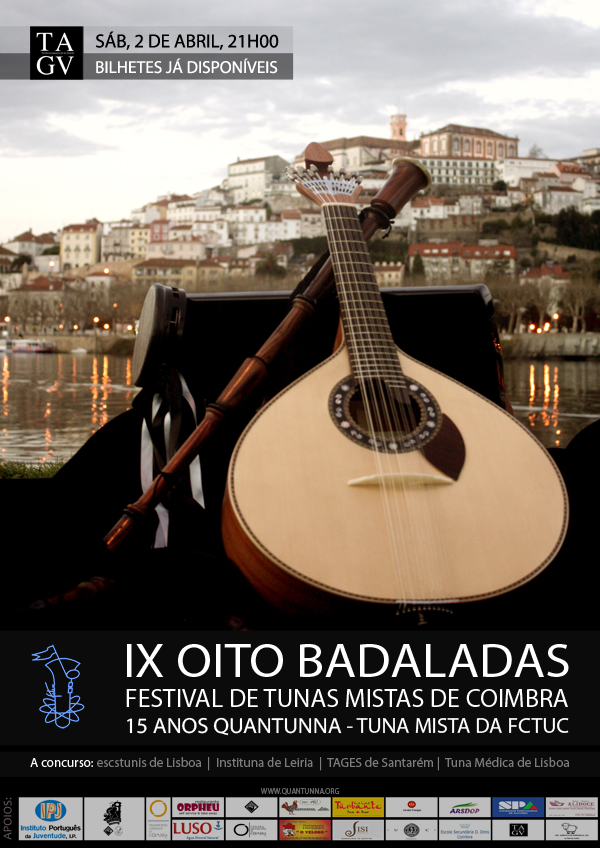
Cartaz do IX Oito Badaladas

A 9ª edição do Oito Badaladas decorreu nos dias 1 e 2 de abril de 2011 com a noite de espetáculo no Teatro Académico Gil Vicente em Coimbra. Esta edição coincidiu com o 15° aniversário da Quantunna e contou com quatro tunas a concurso: 
- Escstunis – Tuna Académica da Escola Superior de Comunicação Social (Lisboa)
- Instituna – Tuna Mista do Politécnico de Leiria
- TAGES – Tuna Académica de Gestão de Santarém
- TML – Tuna Médica de Lisboa

Nesta edição foram distribuídos os seguintes prémios:
- Melhor Tuna: TML
- Melhor Pandeireta: TML
- Melhor Estandarte: TAGES
- Melhor Instrumental: Escstunis
- Melhor Original: Instituna
- Melhor Serenata: TML
- Tuna Mais Mista (Prémio André Moutinho): TML
- Tuna Mais Tuna: TAGES

### VIII Oito Badaladas

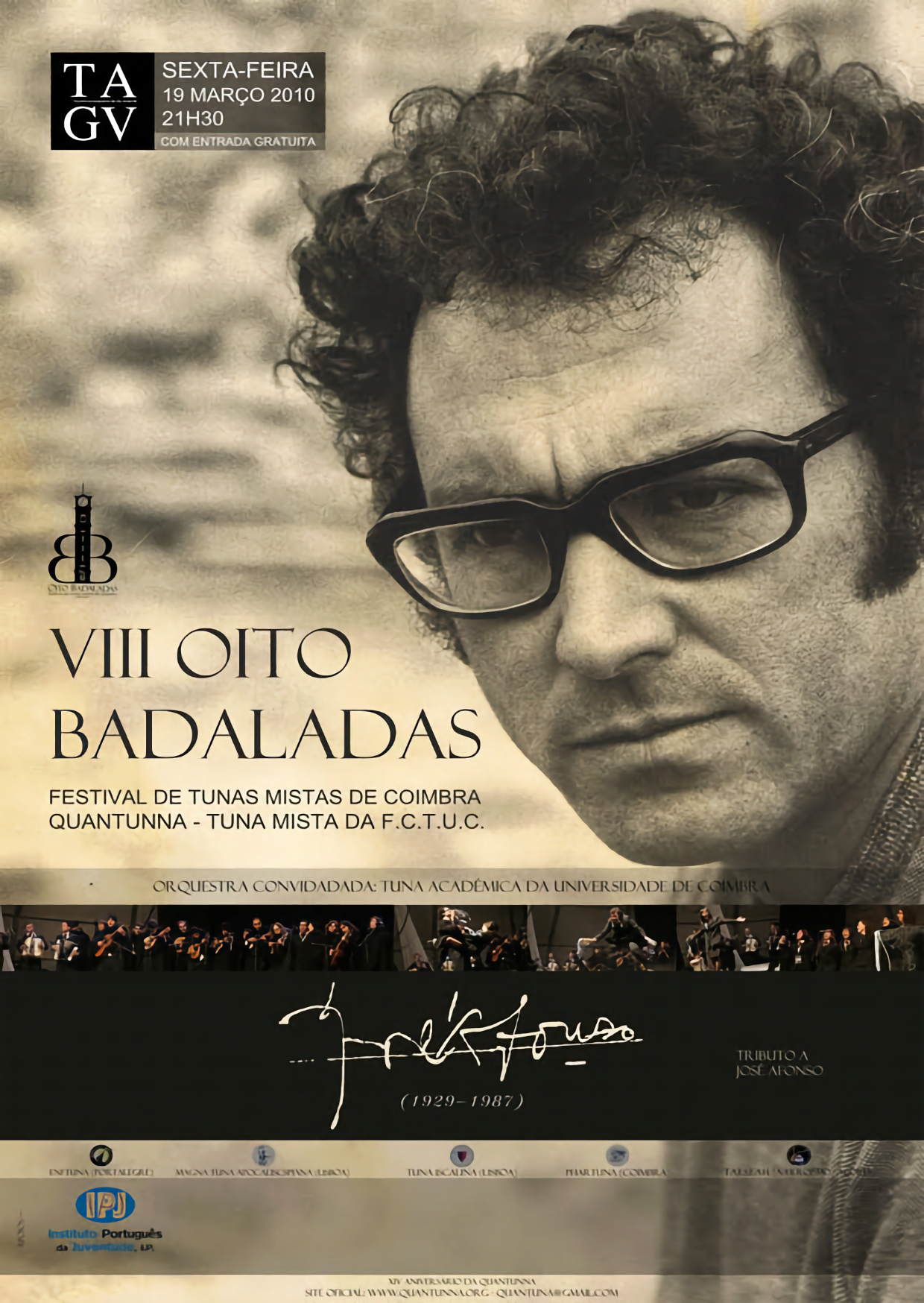
Cartaz do VIII Oito Badaladas

A 8ª edição do Oito Badaladas decorreu a 19 de março de 2010 com a noite de espetáculo no Teatro Académico Gil Vicente em Coimbra. Esta edição teve como tema Zeca Afonso e contou com quatro tunas a concurso: 
- Enftuna – Tuna Académica da Escola Superior de Saúde de Portalegre
- Magna Tuna ApocalISCSPiana – Tuna Académica do Instituto Superior de Ciências Sociais e Políticas Universidade de Lisboa
- Phartuna – Tuna de Farmácia de Coimbra
- Tuna Iscalina – Tuna do Instituto Superior de Contabilidade e Administração de Lisboa

Esteve também presente como grupo convidado:
- TAUC – Tuna Académica da Universidade de Coimbra

Nesta edição foram distribuídos os seguintes prémios:
- Melhor Tuna: Enftuna
- Segunda Melhor Tuna: Tuna Iscalina
- Melhor Pandeireta: Enftuna
- Melhor Estandarte: Enftuna
- Melhor Instrumental: Tuna Iscalina
- Melhor Adaptação: Magna Tuna ApocalISCSPiana
- Melhor Serenata: Enftuna
- Tuna Mais Mista (Prémio André Moutinho): Enftuna
- Tuna Mais Tuna: Phartuna

### VII Oito Badaladas

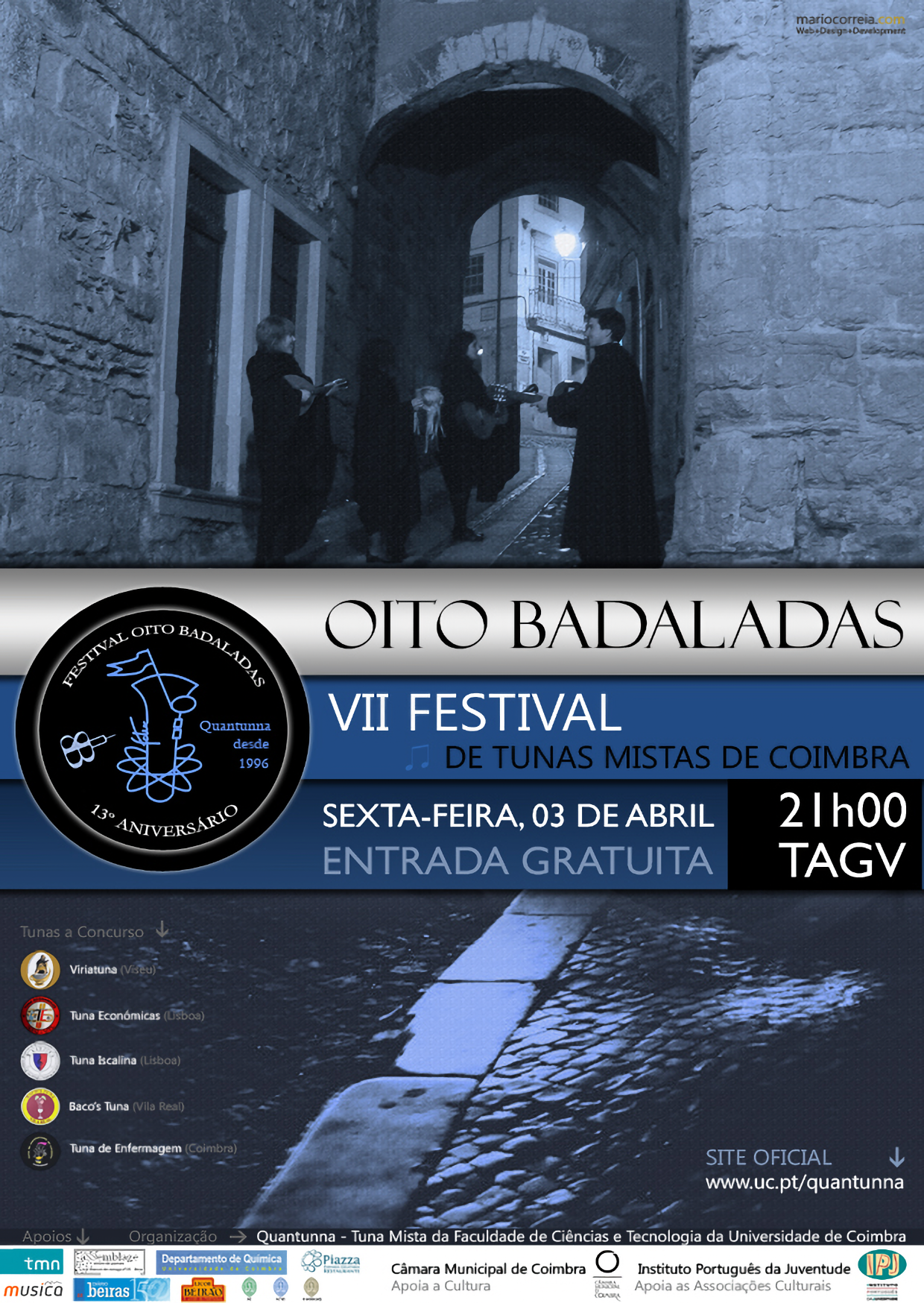
Cartaz do VII Oito Badaladas

A 7ª edição do Oito Badaladas decorreu a 3 de abril de 2009 com a noite de espetáculo no Teatro Académico Gil Vicente em Coimbra. Esta edição contou com cinco tunas a concurso: 
- Baco's Tuna – Tuna Mista de Vila Real
- TEC – Tuna de Enfermagem de Coimbra
- Tuna Económicas – Tuna do Instituto Superior de Economia e Gestão (Lisboa)
- Tuna Iscalina – Tuna do Instituto Superior de Contabilidade e Administração de Lisboa
- Viriatuna – Tuna Académica da Escola Superior de Saúde de Viseu

Esteve também presente como tuna convidada:
- Phartuna – Tuna de Farmácia de Coimbra

Nesta edição foram distribuídos os seguintes prémios:
- Melhor Tuna: Tuna Iscalina
- Melhor Pandeireta: Viriatuna
- Melhor Estandarte: Tuna Iscalina
- Melhor Original: TEC
- Melhor Serenata: Viriatuna
- Tuna Mais Mista (Prémio André Moutinho): Tuna Económicas
- Tuna Mais Tuna: Viriatuna

### VI Oito Badaladas

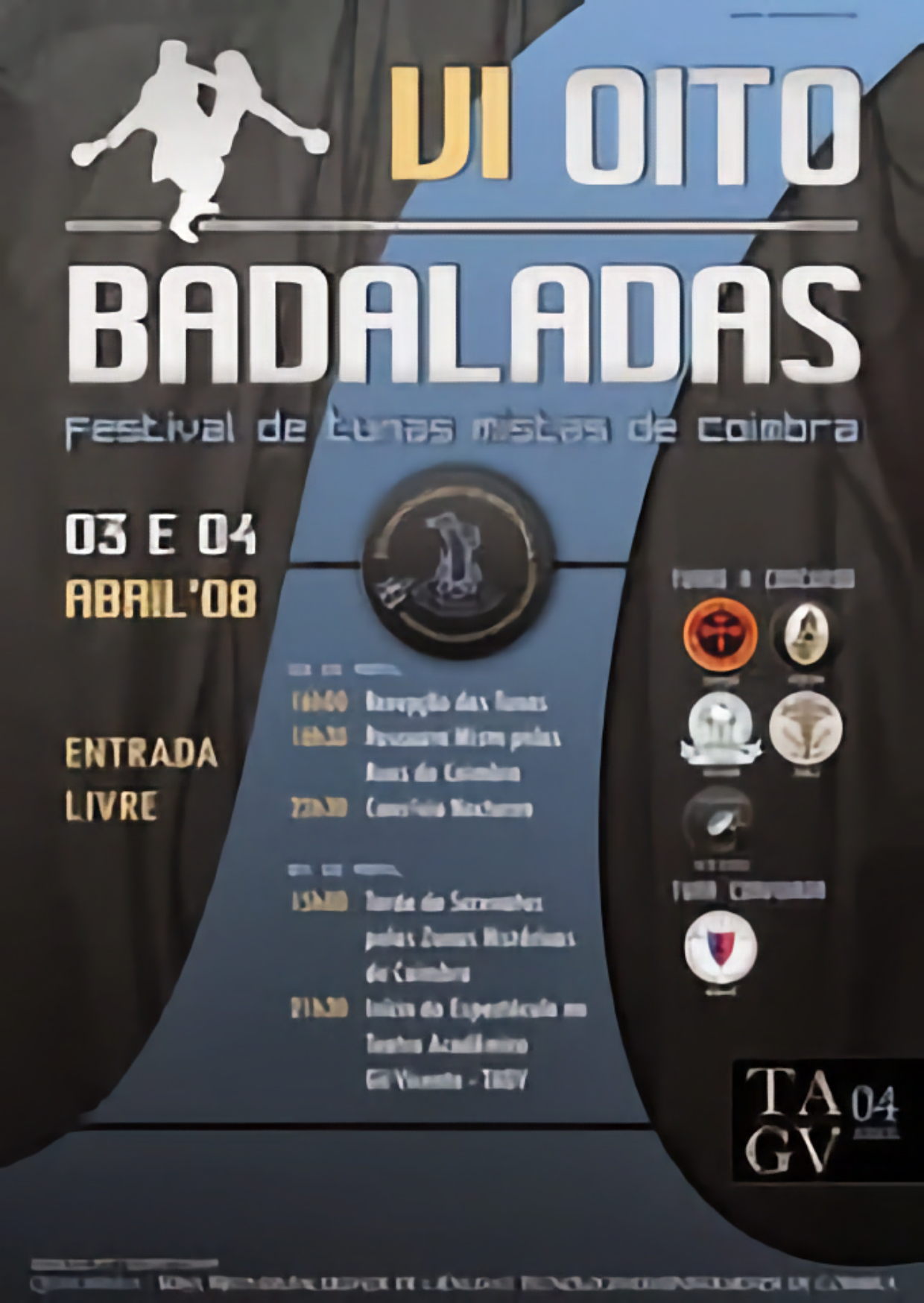
Cartaz do VI Oito Badaladas

A 6ª edição do Oito Badaladas decorreu nos dias 3 e 4 de abril de 2008 com a noite de espetáculo no Teatro Académico Gil Vicente em Coimbra. Esta edição contou com cinco tunas a concurso: 
- Estatuna – Tuna da Escola Superior de Tecnologia de Abrantes
- Tu Na D’ESTES – Tuna Académica da Escola Superior de Tecnologia da Saúde de Coimbra
- TUSALD – Real Tuna Académica da Escola Superior de Saúde Dr. Lopes Dia (Castelo Branco)
- VicenTuna – Tuna da Faculdade de Ciências da Universidade de Lisboa
- Viriatuna – Tuna Académica da Escola Superior de Saúde de Viseu

Esteve também presente como tuna convidada:
- Tuna Iscalina – Tuna do Instituto Superior de Contabilidade e Administração de Lisboa

Nesta edição foram distribuídos os seguintes prémios:
- Melhor Tuna: Viriatuna
- Melhor Pandeireta: Viriatuna
- Melhor Estandarte: EstaTuna
- Melhor Original: Tu Na D’ESTES
- Melhor Serenata: Viriatuna
- Tuna Mais Mista (Prémio André Moutinho): VicenTuna

Cartaz do V Oito Badaladas

- Tuna Mais Tuna: TUSALD

### V Oito Badaladas
A 5ª edição do Oito Badaladas decorreu nos dias 29 e 30 de março de 2007 com a noite de espetáculo no Teatro Académico Gil Vicente em Coimbra. Esta edição contou com a participação de cinco tunas a concurso: 
- A Martuna – Escola Superior de Turismo e Tecnologia do Mar (Peniche)
- Enf'in Tuna – Tuna Mista da Escola Superior de Enfermagem de Ponta Delgada
- Instituna – Tuna Mista do Politécnico de Leiria
- K&Batuna – Tuna da Escola superior de Educação de Coimbra
- Tuna Papasmisto – Tuna Mista do Instituto Politécnico de Portalegre
- TunãBêjas – Tuna Mista da Escola Superior de Educação de Beja

Nesta edição foram distribuídos os seguintes prémios:

Cartaz do IV Oito Badaladas

- Melhor Tuna: Enf'in Tuna
- Melhor Pandeireta: ?
- Melhor Estandarte: Enf'in Tuna
- Melhor Original: ?
- Melhor Serenata: Enf'in Tuna
- Tuna Mais Mista: ?
- Tuna Mais Tuna: A Martuna

### IV Oito Badaladas
A 4ª edição do Oito Badaladas decorreu nos dias 6 e 7 de abril de 2006. Esta edição contou com a participação de cinco tunas a concurso: 
- Magna Almatuna – Tuna Mista do Instituto Piaget - Campus Académico de Almada
- Magna Tuna ApocalISCSPiana – Tuna Académica do Instituto Superior de Ciências Sociais e Políticas Universidade de Lisboa
- Tu Na D’ESTES – Tuna Académica da Escola Superior de Tecnologia da Saúde de Coimbra
- TunãBêjas – Tuna Mista da Escola Superior de Educação de Beja

Nesta edição foram distribuídos os seguintes prémios:
- Melhor Tuna: TunãBêjas
- Melhor Pandeireta: ?
- Melhor Estandarte: ?
- Melhor Original: ?
- Melhor Serenata: ?
- Tuna Mais Mista: Tu Na D’ESTES
- Tuna Mais Tuna: ?

### III Oito Badaladas

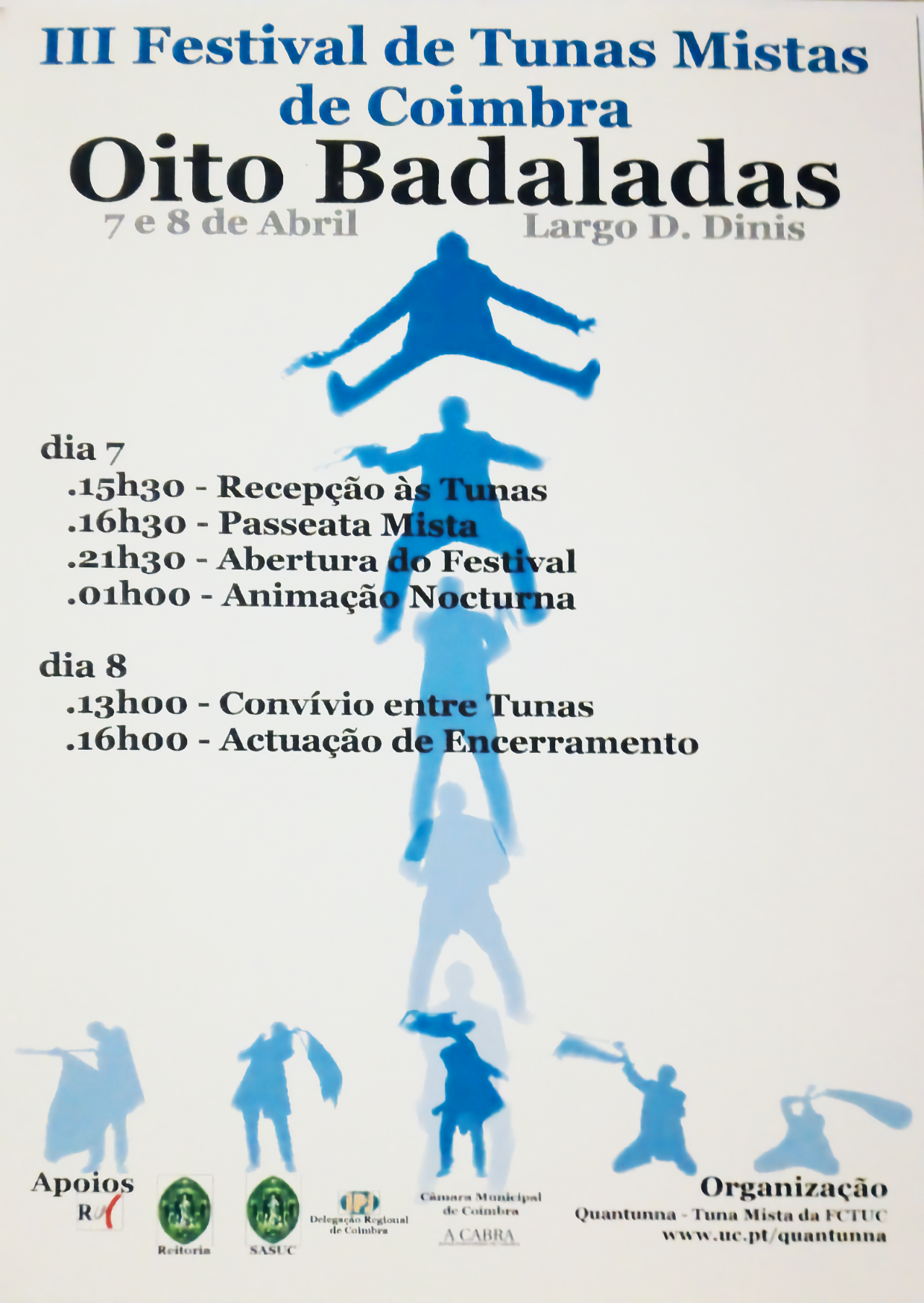
Cartaz do III Oito Badaladas

A 3ª edição do Oito Badaladas decorreu nos dias 7 e 8 de abril de 2005 no Largo D. Dinis. Esta edição contou com a participação de tunas: 
- Docentuna – Tuna Académica da Escola Superior de Educação de Viana do Castelo
- K&Batuna – Tuna da Escola superior de Educação de Coimbra
- Magna Tuna ApocalISCSPiana – Tuna Académica do Instituto Superior de Ciências Sociais e Políticas Universidade de Lisboa
- ForTuna – Tuna da Faculdade de Economia da Universidade Nova de Lisboa
- Tunoterapia – Tuna da Escola Superior de Enfermagem Imaculada Conceição (Porto)

Nesta edição foram distribuídos os seguintes prémios:
- Melhor Tuna: Magna Tuna ApocalISCSPiana
- Melhor Pandeireta: Docentuna
- Melhor Estandarte: Magna Tuna ApocalISCSPiana
- Melhor Original: Magna Tuna ApocalISCSPiana
- Tuna Mais Mista: K&Batuna
- Tuna Mais Tuna: K&Batuna

### II Oito Badaladas

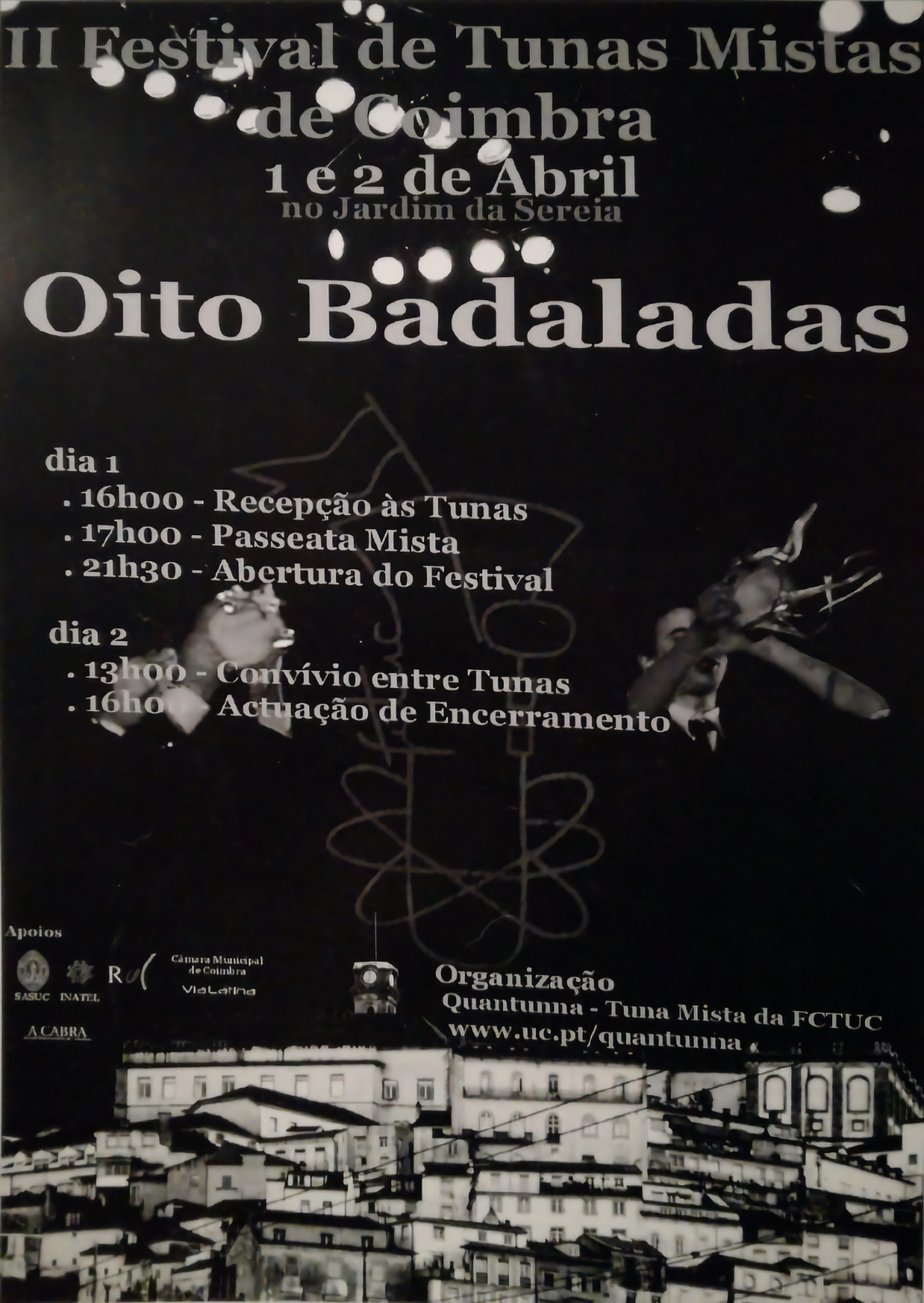
Cartaz do II Oito Badaladas

A 2ª edição do Oito Badaladas decorreu nos dias 1 e 2 de abril de 2004 no Jardim da Sereia em Coimbra. Esta edição contou com a participação de quatro tunas: 
- Enfertuna – Tuna da Escola de Enfermagem Dr. Ângelo da Fonseca (Coimbra)
- Estatuna – Tuna da Escola Superior de Tecnologia de Abrantes
- Magna Tuna ApocalISCSPiana – Tuna Académica do Instituto Superior de Ciências Sociais e Políticas Universidade de Lisboa
- Tum'Acanénica – Tuna Mista da Escola Superior Educação e Ciências Sociais (Leiria)
- Tuna Papasmisto – Tuna Mista do Instituto Politécnico de Portalegre

Nesta edição foram distribuídos os seguintes prémios:
- Melhor Tuna: Magna Tuna ApocalISCSPiana
- Melhor Pandeireta: Magna Tuna ApocalISCSPiana
- Melhor Estandarte: Estatuna
- Melhor Original: Tum'Acanénica
- Tuna Mais Mista: Tum'Acanénica
- Tuna Mais Tuna: Tuna Papasmisto

### I Oito Badaladas

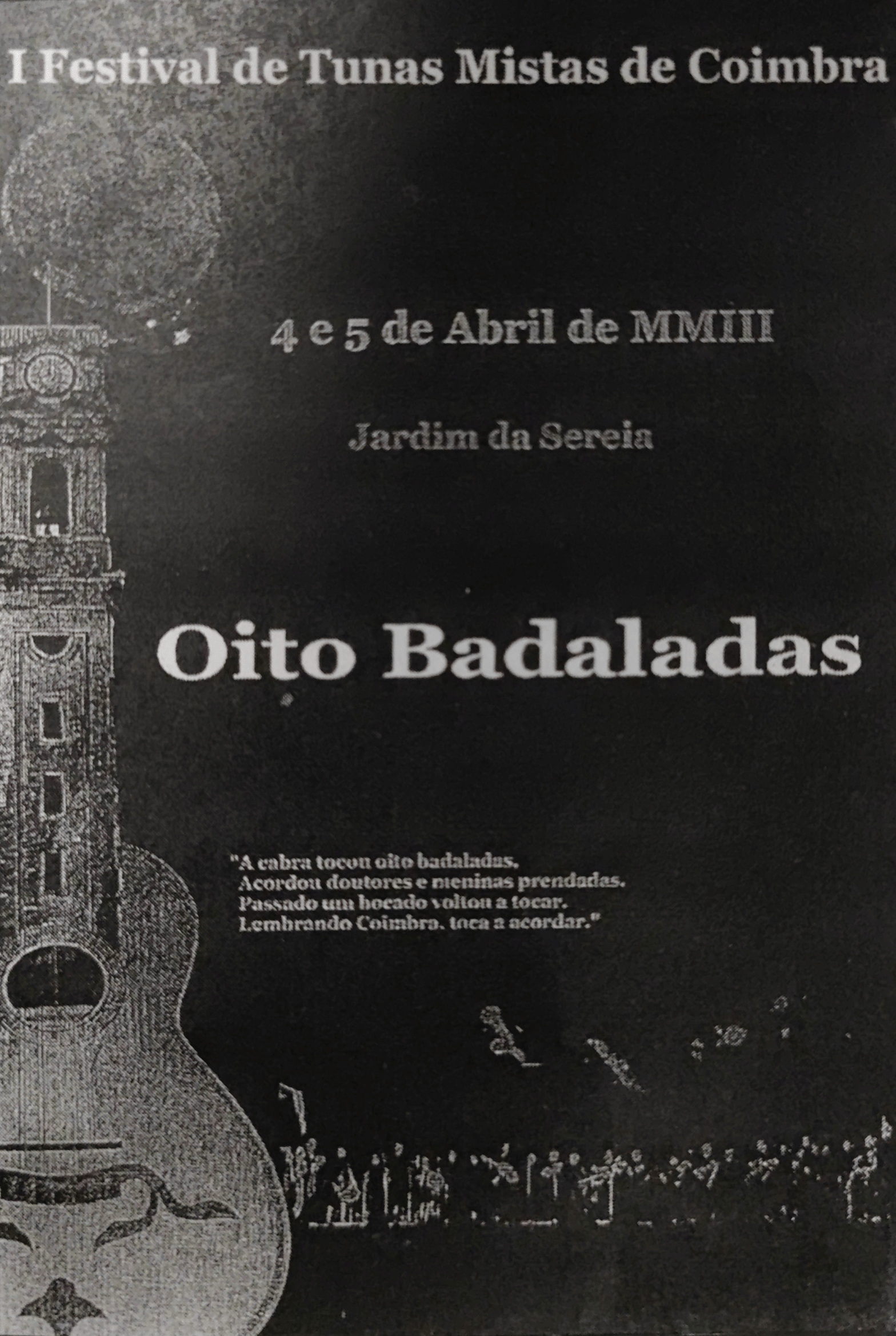
Cartaz do I Oito Badaladas

A 1ª edição do Oito Badaladas foi o primeiro festival de tunas mistas organizado na cidade de Coimbra. Decorreu nos dias 4 e 5 de abril 2003 no Jardim da Sereia em Coimbra. Esta edição contou com a participação de cinco tunas: 
- Escstunis – Tuna Académica da Escola Superior de Comunicação Social (Lisboa)
- Instituna – Tuna Mista do Politécnico de Leiria
- Phartuna – Tuna de Farmácia de Coimbra
- TAISCTE – Tuna Académica do ISCTE (Lisboa)
- VicenTuna – Tuna da Faculdade de Ciências da Universidade de Lisboa

Nesta edição foram distribuídos os seguintes prémios:
- Melhor Tuna: VicenTuna
- Melhor Pandeireta: VicenTuna
- Melhor Estandarte: Escstunis
- Melhor Original: Escstunis
- Tuna Mais Tuna: VicenTuna